# Oi Fo'O
Oi Fo'O is een bestuurslaag in het regentschap Bima van de provincie West-Nusa Tenggara, Indonesië. Oi Fo'O telt 1564 inwoners (volkstelling 2010).